# Билта (Горж)
Билта (рум. Bâlta) — село у повіті Горж в Румунії. Входить до складу комуни Рунку.
Село розташоване на відстані 248 км на захід від Бухареста, 16 км на північний захід від Тиргу-Жіу, 104 км на північний захід від Крайови.

## Населення
За даними перепису населення 2002 року у селі проживали 1248 осіб, усі — румуни. Усі жителі села рідною мовою назвали румунську.